# Eso no va a suceder
Eso no va a suceder è un singolo del gruppo musicale statunitense Ha*Ash, pubblicato il 8 agosto 2018 come terzo singolo dal quinto album in studio 30 de febrero.

## Descrizione
La traccia, è stata scritta da Ashley Grace, Hanna Nicole, e Edgar Barrera.

## Video musicale
Il lyric video, diretto da Diego Álvarez, è stato girato nel 2017. È stato pubblicato su YouTube il 28 novembre 2017. Il video ha raggiunto 55 milioni di visualizzazioni su Vevo.
Il videoclip, diretto da Emiliano Castro e Ernesto Lomeli, è stato girato nel 2018 nello Toluce di Messico. È stato pubblicato su YouTube il 8 agosto 2018. Il video ha raggiunto 90 milioni di visualizzazioni su Vevo.

### Versione dal vivo
Il video è stato girato sotto forma di esibizione dal vivo dal album En Vivo (2019). Il video è stato girato a Auditorio Nacional, Città del Messico (Messico). È stato pubblicato su YouTube il 6 dicembre 2019.

## Tracce
Download digitale
1. Eso no va a suceder (Ashley Grace, Hanna Nicole, Edgar Barrera)

Versione acustica
1. Eso no va a suceder (Versione acustica) – 3:34 (Ashley Grace, Hanna Nicole, Edgar Barrera)

## Formazione
- Ashley Grace – voce, composizione, chitarra
- Hanna Nicole – voce, produzione, composizione, chitarra
- Edgar Barrera  – composizione, programmazione, produzione
- Joe London  – registrazione, programmazione, produzione
- Luis Barrera Jr  – registrazione